# 山地还阳参
山地还阳参（学名：Crepis oreades）是菊科还阳参属的植物。分布在乌兹别克斯坦、阿富汗、哈萨克斯坦以及中国大陆的新疆、青海等地，生长于海拔1,000米至3,800米的地区，多生长于山坡砾石地，目前尚未由人工引种栽培。